# Temnopis megacephala
Temnopis megacephala là một loài bọ cánh cứng trong họ Cerambycidae.